# ISO 3166-2:UZ
ISO 3166-2:UZ is een ISO-standaard met betrekking tot de zogenaamde geocodes. Het is een subset van de ISO 3166-2 tabel, die specifiek betrekking heeft op Oezbekistan.
De gegevens werden op 10 december 2002 door het ISO 3166 Maintenance Agency aangepast bij middel van een nieuwsbrief. Hiermee worden gedefinieerd:
- 12 regio's - region (en) / région (fr) / viloyat (uz) -
- 1 republiek - republic (en) / république (fr) / respublikasi (uz) -
- 1 stad - city (en) / ville (fr) / shahar (uz) -

Volgens de eerste set, ISO 3166-1, staat UZ voor Oezbekistan, het tweede gedeelte is een tweeletterige code.

## Codes
| Code  | Naam                          | Oezbeeks                      | Categorie |
| ----- | ----------------------------- | ----------------------------- | --------- |
| UZ-AN | Andizan                       | Andijon                       | regio     |
| UZ-BU | Buchara                       | Buxoro                        | regio     |
| UZ-FA | Fargʻona                      | Farg’ona                      | regio     |
| UZ-JI | Jizzax                        | Jizzax                        | regio     |
| UZ-NG | Namangan                      | Namangan                      | regio     |
| UZ-NW | Navoiy                        | Navoiy                        | regio     |
| UZ-QA | Qashqadaryo                   | Qashqadaryo                   | regio     |
| UZ-QR | Qoraqalpog‘iston Respublikasi | Qoraqalpog’iston Respublikasi | republiek |
| UZ-SA | Samarkand                     | Samarqand                     | regio     |
| UZ-SI | Sirdaryo                      | Sirdaryo                      | regio     |
| UZ-SU | Surxondaryo                   | Surxondaryo                   | regio     |
| UZ-TO | Toshkent (regio)              | Toshkent                      | regio     |
| UZ-TK | Toshkent (stad)               | Toshkent                      | stad      |
| UZ-XO | Xorazm                        | Xorazm                        | regio     |